# Marie-Paule Feiereisen
 (février 2014).
Si vous disposez d'ouvrages ou d'articles de référence ou si vous connaissez des sites web de qualité traitant du thème abordé ici, merci de compléter l'article en donnant les références utiles à sa vérifiabilité et en les liant à la section « Notes et références ».
Marie-Paule Feiereisen, née le 27 juillet 1955 à Luxembourg, est une artiste peintre plasticienne active en France.

## Biographie
Marie-Paule Feiereisen est née en 1955 à Luxembourg.
Après une maîtrise[réf. souhaitée] d'arts plastiques à Paris I, elle a eu la possibilité de travailler dans l'atelier Claude Augereau « peinture » jusqu'en 1982. Entre 1980 et 1982 elle a fait une première résidence à la Cité Internationale des Arts. Ensuite elle est retournée au Luxembourg où elle a enseigné les Arts, parallèlement à ses occupations artistiques. Entre 1986 et 1987 elle a séjourné une deuxième fois à la Cité des Arts et s'est définitivement installée à Paris.
Avec la représentation du Luxembourg à la Biennale de Venise en 1990 elle est reconnue comme artiste grâce à son installation de peinture. Depuis, elle a exposé dans des lieux privés et institutionnels européens.
Depuis 1998 et pour des projets collectifs, elle est connue sous le pseudonyme Marie-Paule Feiereisen « transports croisés ».
Étant artiste plasticienne visuelle elle travaille autour de la peinture et de sa présentation. Ses installations et autres propositions, se situent entre art et critique du design. Elle a eu la chance de collaborer avec des architectes comme le bureau Milou, Paris, Vincent le Bourdon et David Apheceix, Paris et Jim Clemes , Luxembourg.

## Expositions
- 2013 Cercle Municipal, « Florilèges », Commissaire d'exposition, Lucien Kayser, Luxembourg
- 2012  MUDAM, « The Venice Biennale Projects 1988-2011 », Luxembourg
- 2012 Castel Coucou, « CAN(a)OPEE1 » dans le cadre de Une Nuit, 11 mai 2012, Forbach, France
- 2009 Centre culturel et de rencontres  Neumünster, Der Staatsmann, « L'homme d'État », Commissaire d'exposition, Lucien Kayser, Luxembourg
- 2009 Foire d'Automne, « Galerie Transports croisés », Paris, Porte de Versailles, France
- 2005 FIAC, « Cosmogonies Domestiques », Paris, France
- 2004 FIAC, « Les Fleurs Coupées » Still et Video, Paris, France
- 2004 Art Bruxelles, « Vaseux », Bruxelles, Belgique
- 2004 Festival des Transis, « En Vitrine », sur invitation d'Alexandre Bohn, Bar-le-Duc, France
- 2003 Nuit Blanche, « Hors Champ » vidéo pour Dazibao, Commissaire d'exposition pour Jussieu, Hou Hanru, Paris, France
- 2003 Musée d'Histoire de la Ville de Luxembourg, « Archi Vase », Luxembourg
- 2003 Galerie Beaumontpublic, « Air de Mode », Luxembourg
- 2003 Casino Forum d'Art Contemporain, « Minuit », Luxembourg
- 2000 Banque Générale de Luxembourg-Kirchberg, « Meurtre Hors Champ », Commissaire d'exposition, Lucien Kayser, Luxembourg
- 1992 Kunstverein Düsseldorf, « Kunst Europa », Düsseldorf, Allemagne
- 1991 Chapelle de la Salpêtrière, Paris / Tuutesaal, Luxembourg / Bab El Kebir, Rabat, « Autres Rives », Paris
- 1990 Biennale de Venise, « De haut en bas, de gauche à droite... », Commissaire d'exposition, Guy Wagner
- 1982 Trente artistes du Luxembourg, exposition collective[1]
- 1977-1989 Salon du Cercle Artistique, Luxembourg, exposition collective[1]